# Nutbush, Tennessee

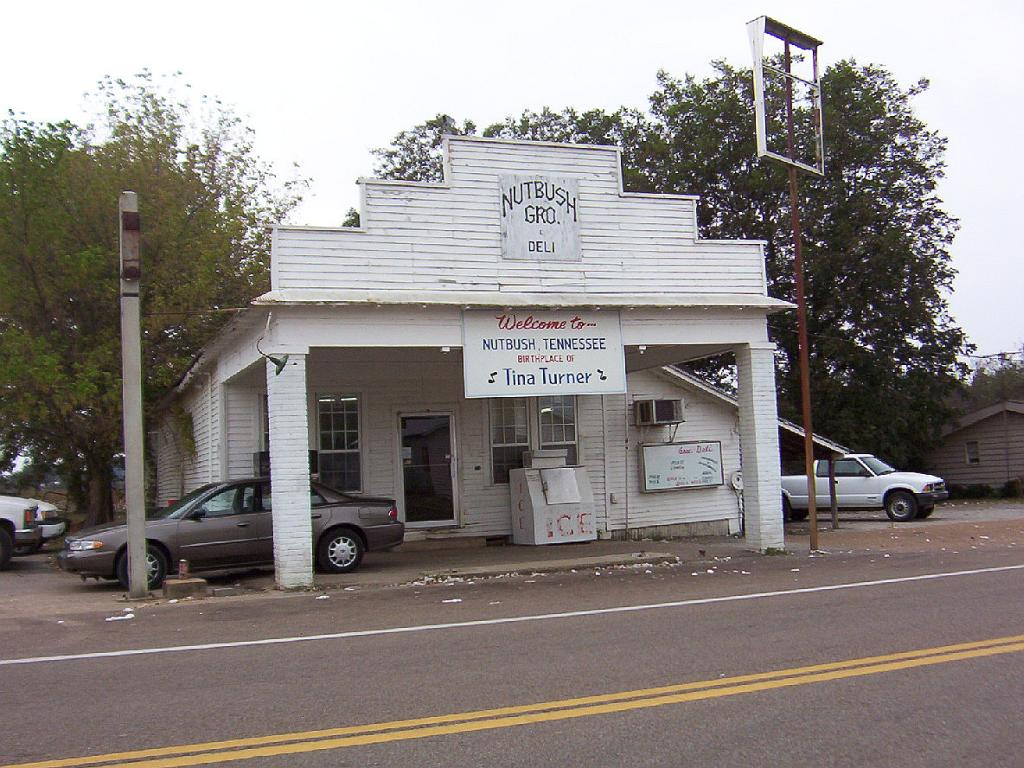
Tiệm tạp hóa Nutbush (2004)

Nutbush là khu chưa hợp nhất nông thôn thuộc quận Haywood ở tây bộ tiểu bang Tennessee của Hoa Kỳ, cách thành phố Memphis cỡ 50 dặm về hướng đông bắc.
Cộng đồng dân cư này được lập đầu thế kỷ 19 bởi dân Mỹ gốc Âu mang theo nô lệ người Mỹ gốc Phi để phát triển các đồn điền trồng bông vải. Nhà cửa và nhà thờ xây từ thời này hiện nay vẫn còn nguyên vẹn.
Nông nghiệp vẫn chiếm vai trò lớn nhất trong kinh tế địa phương, chủ yếu là canh tác và chế biến sợi bông, vốn dĩ là ngành dựa vào lao động cưỡng bức nô lệ. Tính đến 2006, ở khu này còn một nhà máy chế biến bông vải.
Nutbush là nơi sinh sống thuở nhỏ của ca sĩ Tina Turner. Bà đã miêu tả thị trấn này trong bài ca được sáng tác hồi năm 1973 với nhan đề "Nutbush City Limits". Năm 2002, một phần của con đường Tennessee State Route 19 gần Nutbush được đổi tên là "Tina Turner Highway" để vinh danh bà. Đây cũng là quê nhà của các ca – nhạc sĩ tiên phong dòng nhạc blues là Hambone Willie Newbern và Sleepy John Estes.